# Didierea trollii
Didierea trollii är en tvåhjärtbladig växtart som beskrevs av René Paul Raymond Capuron och Werner Rauh. Didierea trollii ingår i släktet Didierea och familjen Didiereaceae. Inga underarter finns listade i Catalogue of Life.

## Bildgalleri

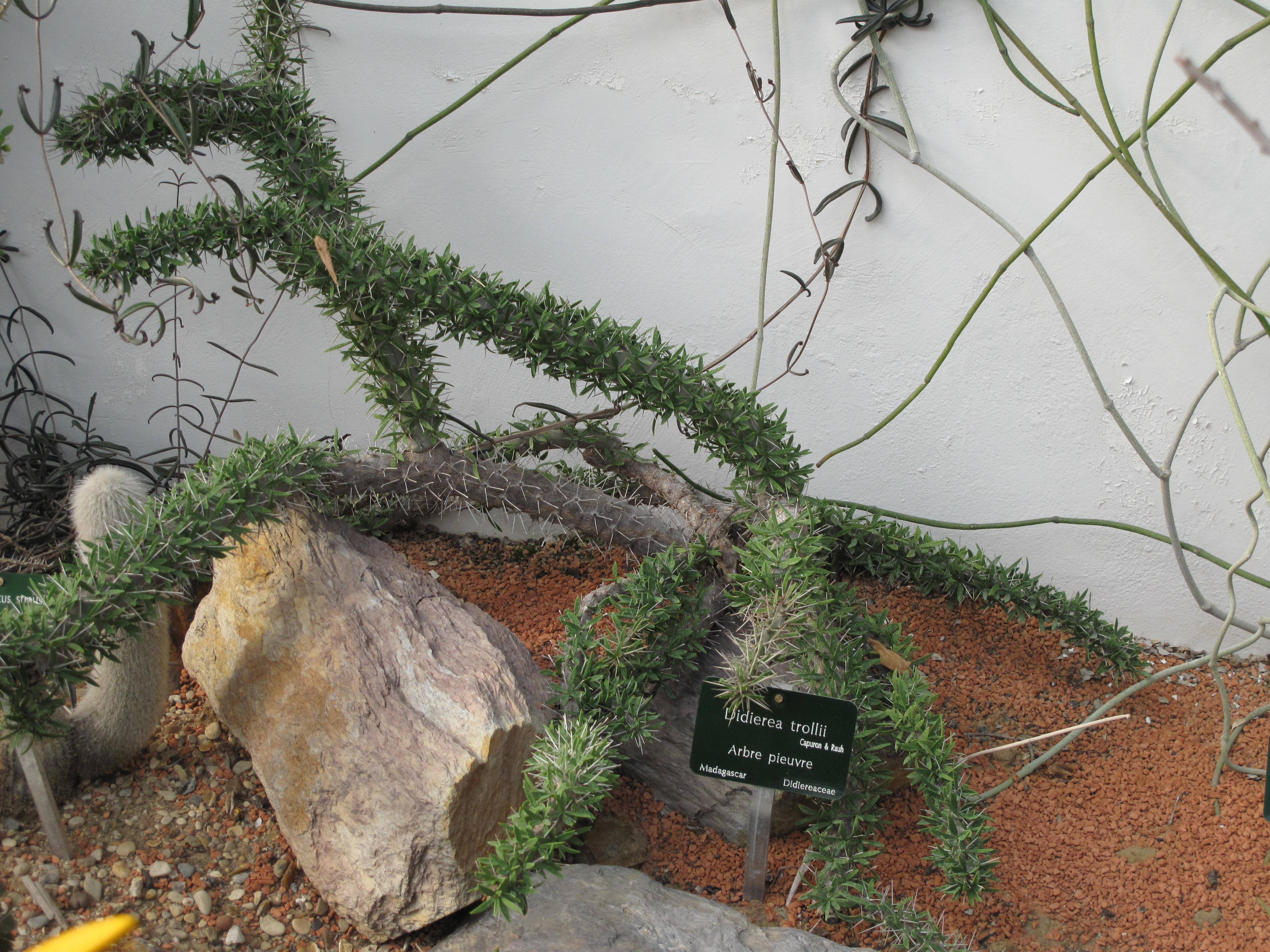
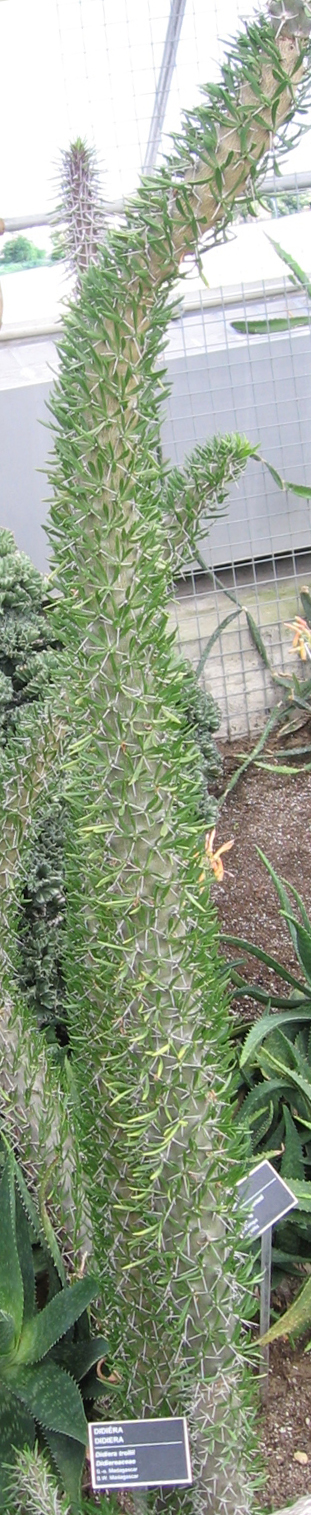
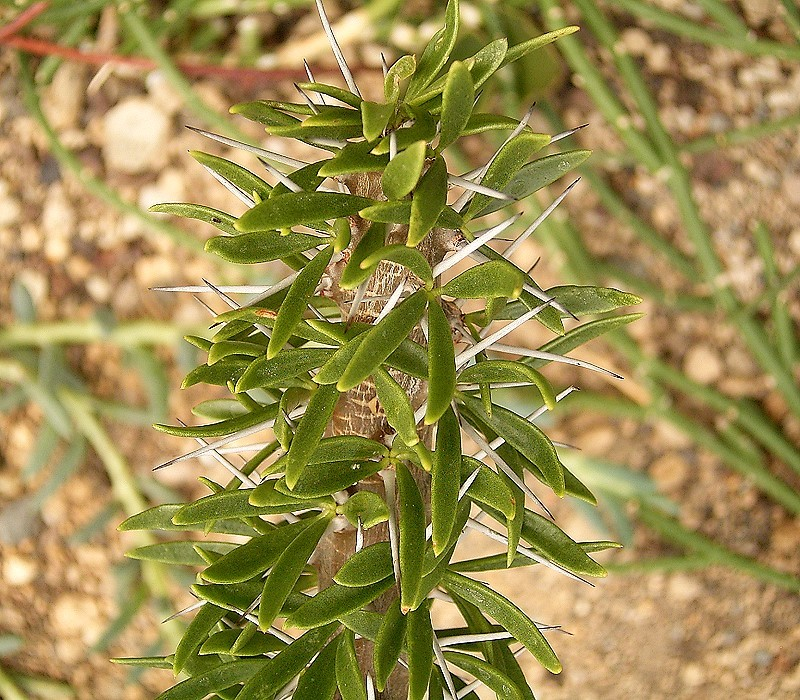
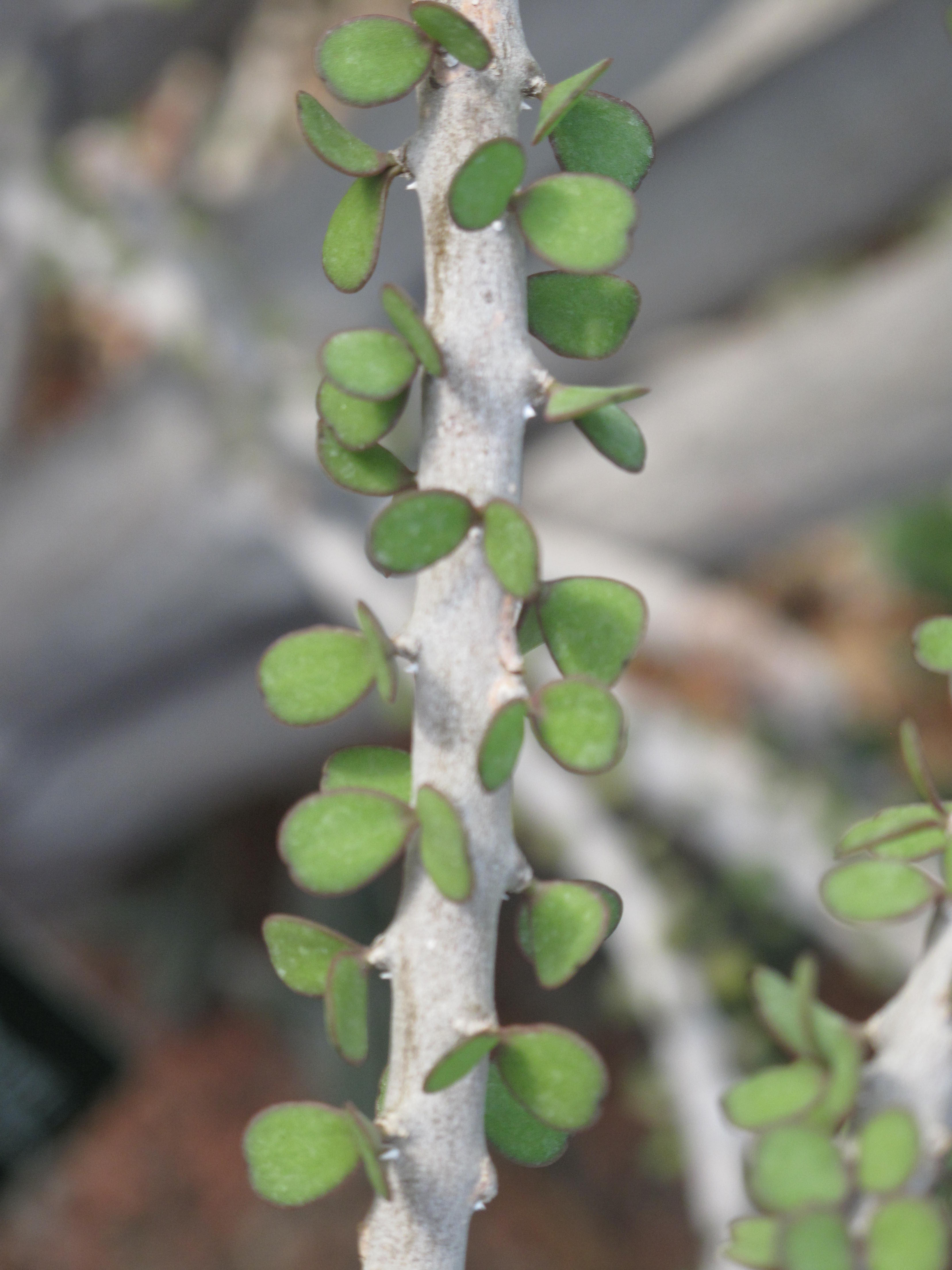
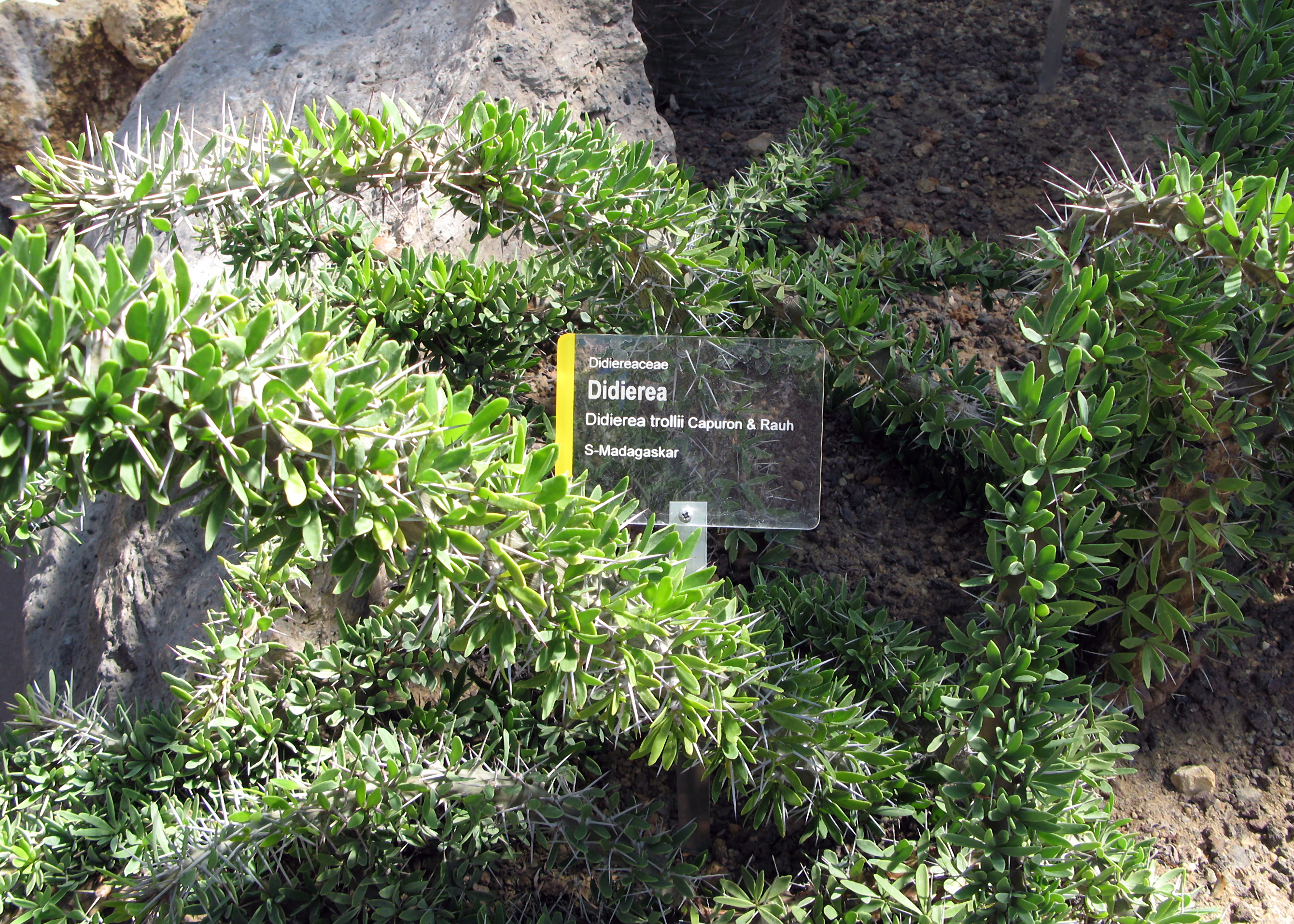
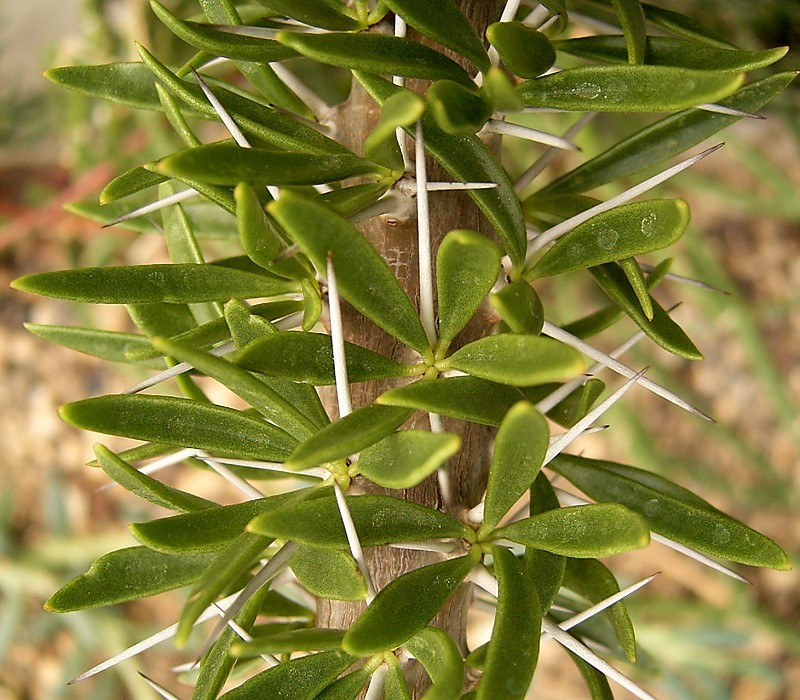